# ［2-［二(三甲基硅基)甲基］-3-苯基-2H-氮杂磷杂环丙烯］五羰基钨
[2-[二(三甲基硅基)甲基]-3-苯基-2H-氮杂磷杂环丙烯]五羰基钨是一种金属有机化合物，化学式为C19H24NO5PSi2W。

## 合成
标题化合物可由(Me3Si)2C=PCl和相应的卡宾钨配合物(OC)5W=C(NH2)Ph反应得到：

## 化学性质
标题化合物和三乙胺氢溴酸盐在甲苯中于75 °C反应，蒸去溶剂后得到黄色的[P-[二(三甲基硅基)甲基]一溴代膦]五羰基钨晶体；和碘甲烷反应得到相应的碘代膦配合物。标题化合物也能和醇类如1-丁醇反应，三元环断裂，脱去苯甲腈分子，生成[P-丁氧基-P-[二(三甲基硅基)甲基]膦]五羰基物。；苯胺也能发生类似反应，产生苯氨基（PhNH-）的化合物。
标题化合物和腈类反应发生扩环，生成五元环化合物，如和乙腈在三氟甲磺酸的存在下反应，生成[2-[二(三甲基硅基)甲基]-5-甲基-3-苯基-2H-1,4,2-二氮杂磷杂环戊二烯]五羰基钨。